# 1956 w Wojsku Polskim
Kalendarium Wojska Polskiego 1956 - strona przedstawia wydarzenia w Wojsku Polskim w roku 1956.

## 1956

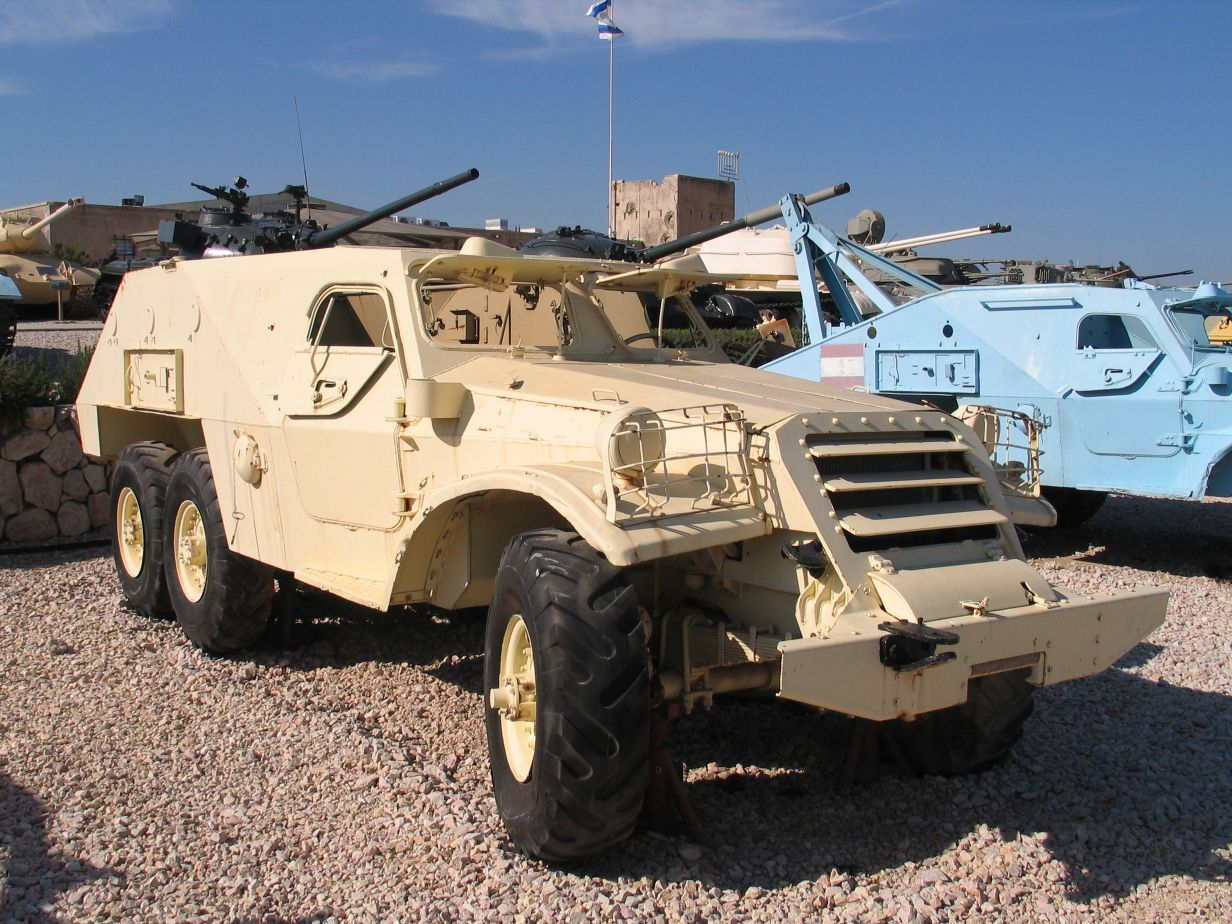
BTR-152

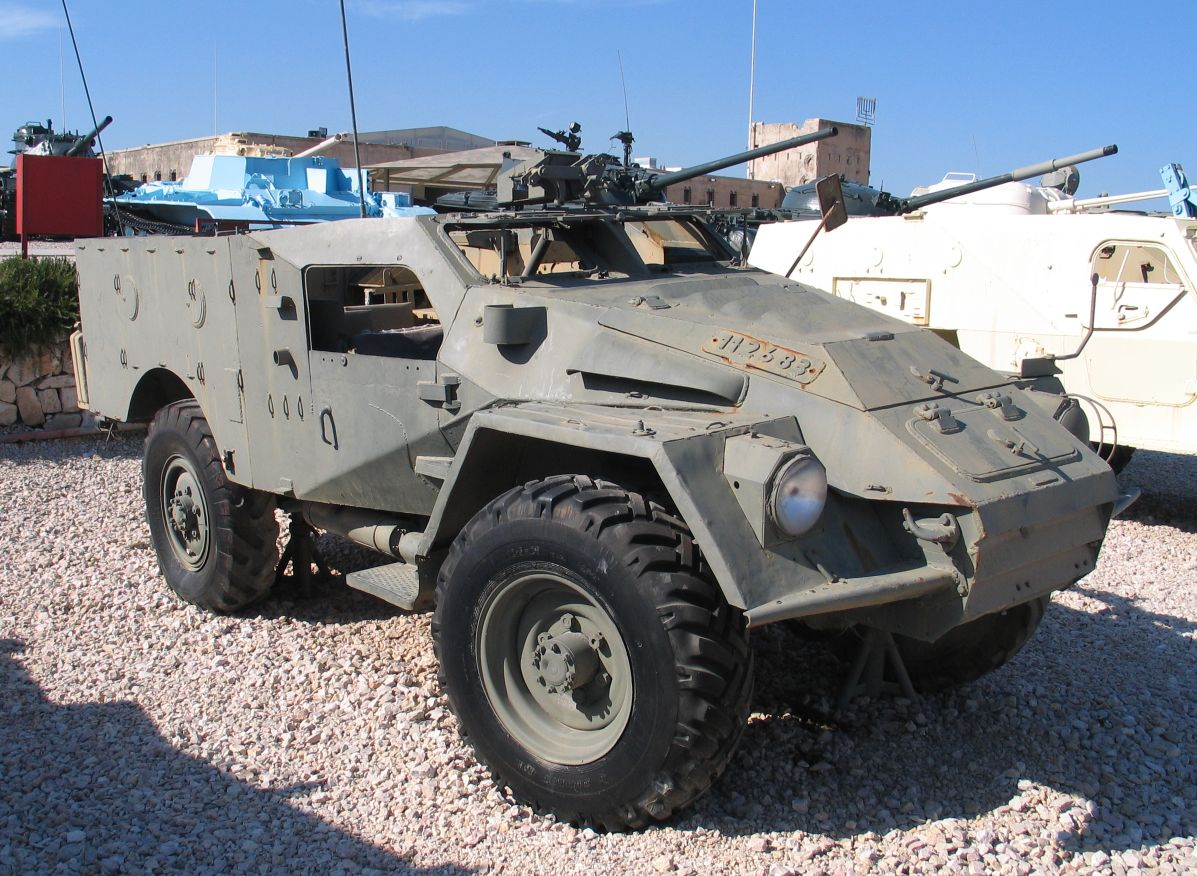
BTR-40

- wprowadzono do uzbrojenia transporterów opancerzonych BTR-152 i BTR-40[1]
- w akcji żniwnej na terenie kraju brało udział 20 000, a w wykopkach 23 000 żołnierzy

## Styczeń
20 stycznia
- powołano Koła Wiedzy Wojskowej[1]

27–28 stycznia
- posiedzenie Doradczego Komitetu Politycznego Układu Warszawskiego w Pradze[1]. Podczas posiedzenia zatwierdzono Statut Zjednoczonego Dowództwa oraz przyjęto także wniosek delegacji Niemieckiej Republiki Demokratycznej, by po utworzeniu Narodowej Armii Ludowej NRD włączono jej kontyngenty zbrojne do Zjednoczonych Sił Zbrojnych[2]

## Luty
14 lutego
- zarządzeniem nr 4 ministra obrony narodowej w Akademii Sztabu Generalnego im. gen. broni Karola Świerczewskiego, w Wojskowej Akademii Technicznej im. Jarosława Dąbrowskiego oraz w Wojskowej Akademii Politycznej im. Feliksa Dzierżyńskiego wprowadzono aspiranturę zaoczną[2]

26 lutego
- zatwierdzono statut odznaki „Żołnierzowi za wzorową służbę i ofiarną pracę w górnictwie węglowym”[2]

## Marzec
1 marca
- rozpoczęto akcję przeciwlodową i przeciwpowodziową z udziałem 4 000 żołnierzy[1]

12 marca
- w związku ze śmiercią Bolesława Bieruta, minister obrony narodowej rozkazem nr 6 z 14 marca określił sposób oddania hołdu zmarłemu[2]
- uchwała nr 120 Prezydium Rządu w sprawie przyznania tytułu technika absolwentom oficerskich szkół wojskowych o kierunkach technicznych[2]

27 marca
- rozkazem nr 9 minister obrony narodowej nakazał wydawać kwartalnika wojskowo-historyczny. Pierwszy numer Wojskowego Przeglądu Historycznego ukazał się w grudniu 1956[2]

## Kwiecień
21 kwietnia
- minister obrony narodowej wydał zarządzenie nr 18 w sprawie zasięgu terytorialnego wojskowych komend rejonowych[2]

## Maj
22 maja
- zarządzenie MON o przebiegu służby wojskowej oficerów WP[1]

## Czerwiec
18 czerwca
- prezes Rady Ministrów wydał zarządzenie nr 154 w sprawie prowadzenia przez uspołecznione zakłady pracy ewidencji danych dotyczących stosunku pracowników do powszechnego obowiązku wojskowego[2]

23 czerwca
- w Stoczni im. Komuny Paryskiej w Gdyni zwodowano trałowiec bazowy ORP „Żubr”[3]
- do Gdyni zawinął okręt szkolny marynarki wojennej Federacyjnej Ludowej Republiki Jugosławii „Galeb”[2]

28 czerwca
- decyzja o użyciu wojska do zapewnienia porządku i bezpieczeństwa w Poznaniu:

o 11:30 cz.p.o. dowódcy 2 Korpusu Pancernego płk Lach otrzymał od szefa Sztabu Generalnego zarządzenie nakazujące ogłoszenie alarmu bojowego dla oddziałów korpusu i postawienie ich w stan gotowości bojowej. Dowódca 2 KPanc ogłosił alarm, a  jednostki 10 i 19 Dywizji Pancernej do 14:00 osiągnęły gotowość bojową
o 14:00 10 Sudecka Dywizja Pancerna otrzymała zadanie: wyjść w rejon Suchego Lasu, przygotować oddziały do działań w szyku pieszym. O 20:00 jej oddziały wyszły z rejonu lotniska Łagiewniki i przystąpiły do działań.
o 14:30, na rozkaz szefa Sztabu Generalnego, w kierunku Poznania rozpoczęła marsz 19 Dywizja Pancerna
29 czerwca
- do Poznania weszły związki taktyczne 2 Korpusu Armijnego:

⇒ do 0:20 do miasta dotarły oddziały 4 Pomorskiej Dywizji Piechoty. Zajęły one: 111 Szpital Wojskowy, rejonu Targów Poznańskich i parku Kasprzaka oraz wzmocniły ochronę ZISPO
⇒ do 4:50  osiągnęły Poznań oddziały 5 Saskiej Dywizji Piechoty i przystąpiły do ochrony budynku Wojewódzkiego Urzędu Bezpieczeństwa Publicznego, koszar 10 Pułku KBW, Zakładów Naprawczych Taboru Kolejowego, Fabryki Nawozów Sztucznych, Fabryki Rowerów, Fabryki Przetworów Ziemniaczanych i Fabryki Opon "Stomil". 5 DP wydzieliła też odwód dowódcy korpusu i rozmieściła go na Ławicy.
30 czerwca
- 18:00 dowódca 10 DPanc otrzymał rozkaz wyprowadzenia swoich oddziałów z miasta (bez 27 pz).  O 21:00 rozpoczęto wycofywanie jednostek na OC Biedrusko[4]
- dowódca 19 DPanc wyprowadził swoje oddziały z Poznania w dwóch turach. O 15:00 zaczął wyprowadzać 36 dah, 12 dar i 66 bsap. Jednostki te ześrodkowały się na OC Biedrusko do 17:30. Pozostałe jednostki: 73 pz, 69 pcz, 23 pcz, 13 bczap i 2 br wyruszyły z Poznania o 21:00 i ześrodkowały się na poligonie do 1:00 1 lipca[4].

## Lipiec
Rejs okrętu szkolnego „Zetempowiec” do Jugosławii
1 lipca
- do 1:00 oddziały 19 DPanc opuściły Poznań i ześrodkowały się na poligonie[4]
- do 6:00 oddziały 10 DPanc opuściły Poznań (bez 27 pz) i ześrodkowały się na OC Biedrusko[4]

11 lipca
- Rada Państwa PRL nadała sztandar Oficerskiej Szkole Wojsk Lotniczych; komendantowi szkoły ppłk Zdzisławowi Żarskiemu sztandar wręczył gen. bryg. Wasyl Kazadanowicz[7][8]

21 lipca
- do Polski przybyła delegacja Rządu Związku Socjalistycznych Republik Radzieckich na czele z przewodniczącym Rady Ministrów Bułganinem. W skład delegacji wchodził również minister obrony narodowej ZSRR marszałek Związku Radzieckiego Żukow[6]

28 lipca
- Wizyta niszczycieli „Błyskawicy” i „Burzy” w Bałtyjsku, z okazji święta Radzieckiej Marynarki Wojennej[2]

## Sierpień
2 sierpnia

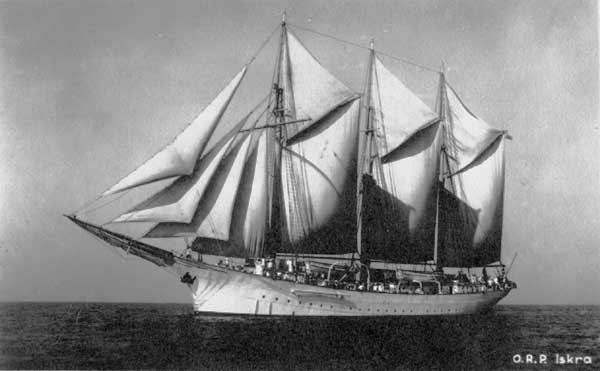
ORP „Iskra”

- rozkaz MON w sprawie dokształcania oficerów w zakresie szkoły średniej[1]
- minister obrony narodowej zarządzeniem nr 11 nr 49 z nadał prawo do przyznawania tytułu technika szkołom: Oficerskiej Szkole Marynarki Wojennej, Oficerskiej Szkole Radiotechnicznej Obrony Przeciwlotniczej Obszaru Kraju, Oficerskiej Szkole Łączności, Oficerskiej Szkole Wojsk Inżynieryjnych, Oficerskiej Szkole Obrony Przeciwlotniczej, Oficerskiej Szkole Samochodowej, Oficerskiej Szkole Topografów, Oficerskiej Szkole Służby Tyłów WP, Technicznej Oficerskiej Szkole Wojsk Pancernych i Zmechanizowanych, Oficerskiej Szkole Uzbrojenia[2]

10 sierpnia
- uchwała nr 496/56 Prezydium Rządu w sprawie ochotniczego werbunku wśród poborowych i ponadkontyngentowych do pracy w górnictwie węglowym pod ziemią. Ochotnicy, którzy przystąpili do pracy w górnictwie węglowym nie byli powoływani do zasadniczej służby wojskowej[6]

17 sierpnia
- decyzja o redukcji WP o 50 000 żołnierzy[1]

23 sierpnia
- początek czternastego rejsu szkolnego ORP „Iskra”

29 sierpnia
- rozkaz nr 27 ministra obrony narodowej dotyczący organizacji pracy naukowej w wojsku. Rozkaz nakazywał powołanie Wojskowych Kół Naukowych[a][6]

## Wrzesień
1 września
- koniec czternastego rejsu szkolnego ORP „Iskra”; okręt zawinął do portu: Lipawa

4 września
- rozkaz o rozformowaniu dowództw 2 Korpusu Armijnego i 11 Korpusu Armijnego[9] (i pozostałych KA)
- 7 Dywizja Piechoty została przeformowana na 2 Warszawską Dywizję Zmechanizowaną (Nysa)[10]
- 6 Brygada Artylerii Przełamania w Toruniu otrzymała imię generała Józefa Bema[11]

7 września
- początek piętnastego rejsu szkolnego ORP „Iskra”

13 września
- rozwiązano Oficerską Szkołę Uzbrojenia w Bartoszycach[1]
- koniec piętnastego rejsu szkolnego ORP „Iskra”; okręt zawinął do portu Bałtijsk

## Październik
powstały 3 i 5 Brygada Obrony Wybrzeża
Wojska kolejowe oddały do użytku pierwszy odcinek kolejki wąskotorowej w rejonie Cisnej w Bieszczadach
dowódca Wojsk Lotniczych i Obrony Przeciwlotniczej Obszaru Kraju generał broni pilot Jan Turkiel przekazał obowiązki generałowi brygady pilotowi Janowi Frey-Bieleckiemu
7 października
- minister obrony narodowej rozkazem nr 34 nadał Wyższej Szkoły Marynarki Wojennej imię Bohaterów Westerplatte[6]

9 października
- w imieniu Rady Państwa wręczono sztandar Technicznej Oficerskiej Szkole Wojsk Technicznych w Oleśnicy[7][8]

13 października
- skreślono z planu mobilizacyjnego dowództwo 4 Korpusu Armijnego oraz jednostki korpuśne

13 października
- dekret o ustanowieniu medalu „Za Waszą Wolność i Naszą”[6]

19–21 października
- obrady VIII Plenum KC PZPR w wyniku których nastąpiły znaczne zmiany personalne na kierowniczych stanowiskach w Ministerstwie Obrony Narodowej[6]

24 października
- wiceministrem obrony narodowej został gen. bryg. Marian Spychalski, a ze stanowiska szefa Głównego Zarządu Politycznego WP odwołano gen. dyw. Kazimierza Witaszewskiego[12]

## Listopad
Zakończono w zasadzie rozminowanie kraju trwające od 1945 roku
Udostępniono na szeroką skalę osobom cywilnym spoza wojska korzystanie ze szpitali wojskowych. Wojsko przekazało też swoje pomieszczenia szpitalne cywilnej służbie zdrowia: w Koszalinie na 300 łóżek, w Namysłowie na 300 oraz w Piszu na 200 łóżek
5 listopada
- generał dywizji Jan Rotkiewicz przestał dowodzić Pomorskim Okręgiem Wojskowym
- generał dywizji Wsiewołod Strażewski przestał dowodzić Śląskim Okręgiem Wojskowym

6 listopada
- na stanowisko dowódcy Pomorskiego Okręgu Wojskowego wyznaczony został generał dywizji Zygmunt Huszcza
- na stanowisko dowódcy Śląskiego Okręgu Wojskowego wyznaczony został generał dywizji Czesław Waryszak

12–15 listopada
- na terenie Wojskowego Instytutu Naukowo–Badawczego i Doświadczalnego Medycyny Lotniczej w Warszawie odbył się I Zjazd Wojskowych Lekarzy Lotniczych z krajów socjalistycznych[8]
- wprowadzono do użytku nowe przepisy lotniczo–lekarskie Lot. 151/56: „Przepisy o badaniu lekarskim i ocenie fizycznej i psychicznej zdolności do służby powietrznej”[8]

14 listopada
- powołanie generał dywizji Mariana Spychalskiego na stanowisko ministra obrony narodowej[6]

22 listopada
- w skład marynarki wojennej wcielono pierwszy trałowiec wybudowany w polskiej stoczni na dokumentacji radzieckiej[6]

## Grudzień
Jednostki wojskowe przekazały gospodarce narodowej m.in. 1200 koni, 476 samochodów, 135 traktorów, 275 motocykli. Do końca roku w zakładach wojskowych naprawiono instytucjom cywilnym 3205 samochodów i 295 silników
16 grudnia
- generał brygady pilot Jan Frey-Bielecki został prezesem Zarządu Głównego Aeroklubu PRL[7]

17 grudnia
- w Warszawie została podpisana umowa między Rządem Polskiej Rzeczypospolitej Ludowej a Rządem Związku Socjalistycznych Republik Radzieckich o statusie prawnym wojsk radzieckich czasowo stacjonowanych w Polsce[13]; strona polska ratyfikowała umowę 1 lutego 1957[14]; umowa weszła w życie 27 lutego 1957[15] → Północna Grupa Wojsk Armii Radzieckiej

22 grudnia
- w Stoczni im. Komuny Paryskiej w Gdyni zwodowano trałowiec bazowy ORP „Tur”[16] i podniesiono banderę na bliźniaczym trałowcu ORP „Żubr”[3]